# Roland-Center
Het Roland-Center Bremen is een winkelcentrum in Huchting, in het zuidwesten van Bremen. Het was een van de eerste Duitse winkelcentra die werd gebouwd en werd in de daaropvolgende jaren verschillende keren uitgebreid en geherstructureerd.

## Beschrijving
Het winkelcentrum biedt op een oppervlakte van ongeveer 30.000 m² verdeeld over twee niveaus en externe bijgebouwen ruim 100 winkels en horeca. Op de tweede verdieping bevinden zich een vestiging van de stadsbibliotheek van Bremen en advocatenkantoren. De exploitant van het Roland Center is ECE Marketplaces GmbH & Co. KG.

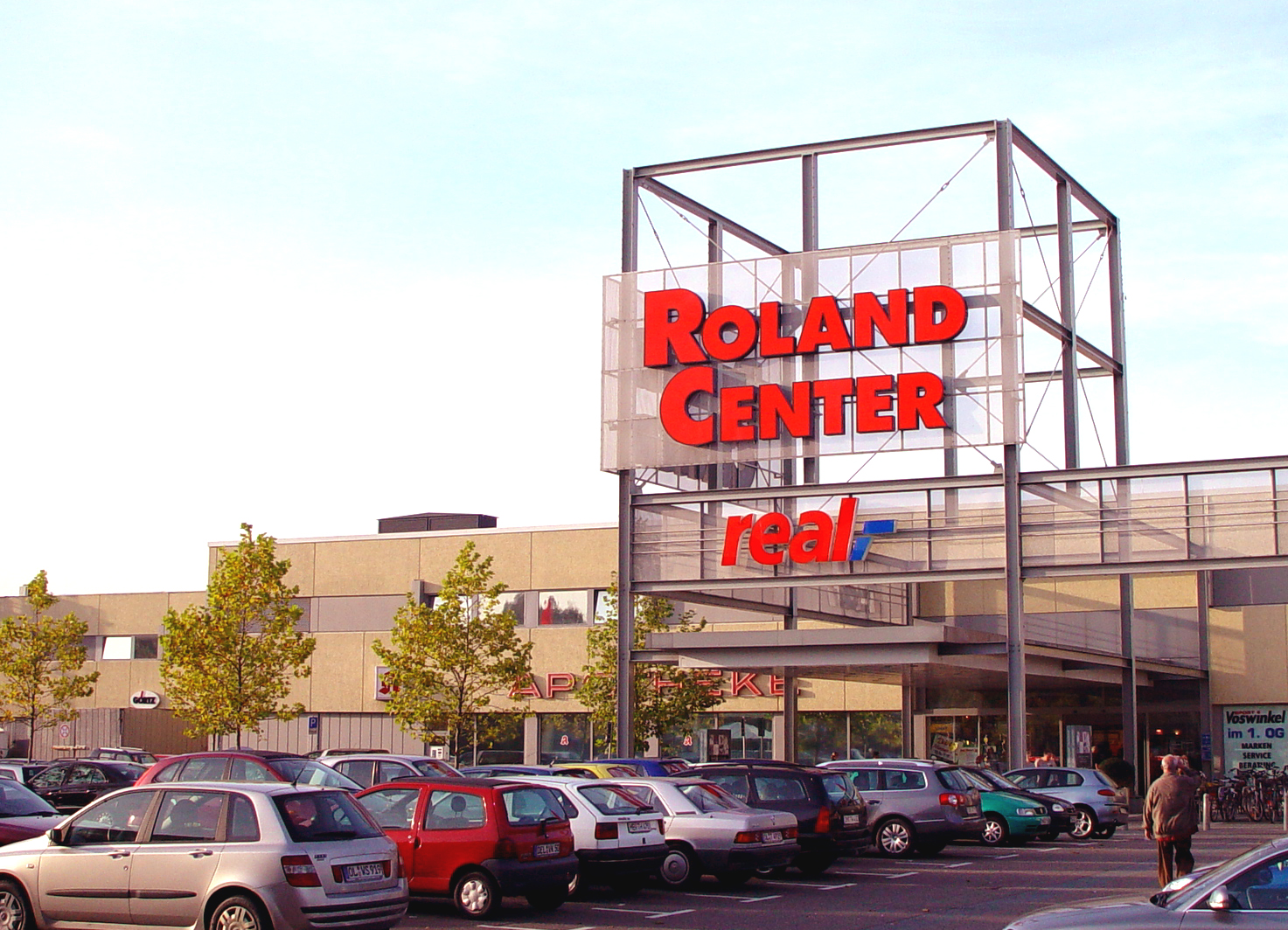
Roland-Center

## Positie
Het Roland Center ligt in de wijk Kirchhuchting in Bremen, in het zuidwesten van Huchting. Bremer Straßenbahn AG (BSAG) bouwde direct bij het winkelcentrum een trameindpunt en daarmee een centraal overstappunt. Nadat de halte oorspronkelijk Kirchhuchting heette, werd het later omgedoopt tot Roland Center. Hier stoppen de tramlijnen 1 en 8, buslijnen 52, 55, 57 en 58 en de BSAG-nachtlijnen N1 en N6. Andere buslijnen leiden vanaf de halte naar de omliggende steden Delmenhorst, Stuhr en Wildeshausen . Het Roland Center is via de nabijgelegen Bundesstrasse 75 verbonden met de snelwegen A 27 (via Bundesstraße 6), A 28 en A 281. De Kirchhuchtinger Landstrasse, die langs het centrum loopt, eindigt als Moordeicher Landstrasse aan de A 28, die via de Stuhr-driehoek rechtstreeks in verbinding staat met de A 1.

## Locatie
Voor clubs en instellingen uit de regio is het Roland Center een platform voor evenementen die voor afwisseling en vermaak zorgen in het overdekte winkelgebied met de grote promoties en markten van het centrum. In het Roland Center vindt regelmatig op zondag een antiekmarkt plaats, waar ook exposanten uit buurlanden als Denemarken en Nederland antiek aanbieden.

## Weblinks
- Officiële website